# Municipis de Suïssa
Els municipis o comunes de Suïssa (francès: commune; alemany: Gemeinde, pl. Gemeinden; italià: comune, pl. comuni) són l'entitat territorial bàsica i de menor nivell en la divisió político-territorial de la Confederació Helvètica. El gener de 2020, existien al país 2.202 municipis. Si bé algunes compten amb només alguns centenars d'habitants, les ciutats més grans com Ginebra o Zúric tenen el mateix estatus legal de comuna.
Les responsabilitats de cada municipi (com educació, servei mèdic, assistència social, transport públic i recaptació d'impostos) són definides pel govern cantonal i varien d'un cantó a un altre. De manera general, el govern comunal està encapçalat per un alcalde com a cap de l'executiu, amb la cooperació d'un consell obert, que s'encarrega de les tasques legislatives, encara que per a aquestes funcions, els municipis amb major nombre d'habitants tenen l'opció de triar un Consell municipal.
En alguns cantons, es permet la participació política comunal als estrangers que portin cert temps de residència a Suïssa. La ciutadania suïssa està basada en la ciutadania comunal. Cada suís és ciutadà d'una o diverses comunes (per exemple, la del seu lloc d'origen, Heimatort en alemany o Lieu d'origen en francès).
L'economia de cada comuna està finançada per impostos directes (com ara l'impost sobre la renda). Les taxes fluctuen segons allò fixat pel govern de cada cantó.
Les "ciutats" (Stadt, Städte o ville, villes) són comunes que tenen més de 10.000 habitants, o bé poblacions més petites que han rebut drets medievals per rebre el nom de Ciutat. No hi ha una denominació específica per a comunes més petites (com, per exemple, pobles).

## Distribució cantonal dels municipis
| Cantó                     | Nombre de municipis |
| ------------------------- | ------------------- |
| Zuric                     | 169                 |
| Berna                     | 356                 |
| Lucerna                   | 83                  |
| Uri                       | 20                  |
| Schwyz                    | 30                  |
| Obwalden                  | 7                   |
| Nidwalden                 | 11                  |
| Glaris                    | 3                   |
| Zug                       | 11                  |
| Friburg                   | 163                 |
| Solothurn                 | 109                 |
| Basilea-Ciutat            | 3                   |
| Basilea-Camp              | 86                  |
| Schaffhausen              | 26                  |
| Appenzell Rodes Exteriors | 20                  |
| Appenzell Rodes Interiors | 6                   |
| Sankt Gallen              | 77                  |
| Grisons                   | 125                 |
| Argovia                   | 213                 |
| Turgòvia                  | 80                  |
| Tesino                    | 135                 |
| Vaud                      | 318                 |
| Valais                    | 134                 |
| Neuchâtel                 | 37                  |
| Ginebra                   | 45                  |
| Jura                      | 57                  |
| Total                     | 2.324               |

## Distribució percentual per nombre d'habitants
| Població per municipis | Quantitat de municipis (2006) | %    |
| ---------------------- | ----------------------------- | ---- |
| Més de 20.000          | 30                            | 1,1  |
| 10.000-19.999          | 89                            | 3,2  |
| 5000-9999              | 180                           | 6,6  |
| 1000-4999              | 1.025                         | 37,4 |
| 500-999                | 555                           | 20,3 |
| menys de 500           | 861                           | 31,4 |